# Xã Lanier, Quận Preble, Ohio
Xã Lanier (tiếng Anh: Lanier Township) là một xã thuộc quận Preble, tiểu bang Ohio, Hoa Kỳ. Năm 2010, dân số của xã này là 3.853 người.